# União de Utrecht das Antigas Igrejas Católicas
A União de Utrecht das Antigas Igrejas Católicas, mais comumente referida pela forma abreviada União de Utrecht (UU), é uma federação de Antigas Igrejas Católicas, organizada nacionalmente a partir de cismas que rejeitaram as doutrinas católicas romanas do Primeiro Concílio do Vaticano em 1870; suas igrejas membros não estão em comunhão com a Igreja Católica Romana.
A Declaração de Utrecht de 1889 é um dos três documentos fundadores chamados juntos de Convenção de Utrecht. Muitas províncias da União de Utrecht das Antigas Igrejas Católicas são membros do Conselho Mundial de Igrejas. A UU está em plena comunhão com a Igreja Evangélica Luterana da Suécia; a Comunhão Anglicana através do Acordo de Bonn de 1931; a Igreja Independente das Filipinas, a Igreja Episcopal Reformada Espanhola e a Igreja Evangélica Apostólica Católica Lusitana através de uma extensão de 1965 do Acordo de Bonn; e a Igreja Síria Mar Thoma através do acordo Thiruvalla de 2024.
Desde 2016, esta união inclui seis igrejas membros: Velha Igreja Católica na Holanda, Diocese Católica dos Velhos Católicos na Alemanha, Igreja Católica Cristã da Suíça, Antiga Igreja Católica da Áustria, Antiga Igreja Católica da República Tcheca, e a Igreja Católica Polonesa na Polônia.

## Organização
As igrejas membros da União Individual de Utrecht mantêm um grau de autonomia, semelhante à prática da Comunhão Anglicana. Cada diocese das igrejas membros tem um bispo diocesano, e países com mais de uma diocese têm um bispo que é nomeado como "bispo responsável" ou um título similar. O primata ( primus inter pares líder) da união é o Arcebispo de Utrecht (não confundir com o Arcebispo Católico Romano de Utrecht). De 2000 a 2020, o arcebispo foi Joris Vercammen, um ex-católico romano que serviu no comitê central do Conselho Mundial de Igrejas. Em 2020, Joris Vercammen foi sucedido por Bernd Wallet.